# Perilipina
La perilipina és una proteïna present a la membrana de les gotes lipídiques dels adipòcits (o cèl·lules adiposes) i implicada en el metabolisme lipídic del teixit adipós.
La perilipina juga un important paper en la mobilització i acumulació de greixos actuant com a capa protectora prevenint l'acció de les lipases, com la lipasa sensible a hormones (HSL), que hidrolitza els triacilglicèrids en glicerol i àcids grassos en el procés anomenat lipòlisi.
Es coneixen dues formes de Perilipina, la A i la B, resultants de splicing alternatiu. Les proteïnes resultants estarien formades per 517 aminoàcids (56.870 Da) i 422 aminoàcids (46.420 Da) respectivament i tindrien en comú 406 aminoàcids de la seqüència N-terminal.

## Regulació
Es tracta d'una fosfoproteïna regulada per fosforilació sota control hormonal. La perilipina pot ser fosforilada en 6 residus de serina per l'enzim PKA (de l'anglès, protein kinase A) sota l'estímul de receptors ß-adrenèrgics. La perilipina fosforilada experimenta canvis conformacionals, exposant els triacilglicèrids acumulats en les gotes lipídiques a l'acció de la lipasa HSL.